# Rusko-polská válka (1654–1667)
Rusko-polská válka v letech 1654–1667, také nazývaná třináctiletá válka, třetí severní válka, nebo válka o Ukrajinu, byla konfliktem mezi carským Ruskem a Polsko-litevskou unií. Mezi lety 1655 až 1660 bylo Polsko napadeno také Švédskem, a tak je toto období v Polsku známé také jako „potopa“ nebo „rusko-švédská potopa“ (polsky potop szwedzko-rosyjski). Polsko-litevská unie zpočátku utrpěla porážky, ale znovu se vzchopila a vyhrála několik rozhodujících bitev. Těžce zkoušená polsko-litevská ekonomika však nebyla schopna financovat tak dlouhý konflikt. Tváří v tvář vnitřní krizi, navíc oslabena Lubomirského povstáním, byla unie nucena podepsat mír.
Mírová dohoda zvaná Andrusovský mír byla podepsaná v roce 1667 v Andrusově u Smolenska. Rusko dosáhlo významných územních zisků, získalo oblasti Smolenska, Černihivu a Starodubu, celou levobřežní Ukrajinu i Kyjev. Součástí smlouvy byla ochrana pravoslaví v polsko-litevském státu a katolictví v Rusku a také odškodnění 145 000 rublů od Ruska. Polsko uhájilo území Běloruska a území západně od Dněpru.
Platnost traktátu král Jan III. Sobieski stvrdil v Královské Kamenici ve Lvově 21. prosince 1686 v přítomnosti Šeremětěvova ruského velvyslanectví.
Válka tak znamenala začátek vzestupu Ruska jako velmoci ve východní Evropě.